# Cavargna
Cavargna település Olaszországban, Lombardia régióban, Como megyében. Lakosainak száma 182 fő (2023. január 1.). Cavargna San Nazzaro Val Cavargna, Val Rezzo, Lugano, Bellinzona és Ponte Capriasca községekkel határos.

## Népesség
A település lakossága az elmúlt években az alábbi módon változott:
| Lakosok száma | 218  | 212  | 182  |
|               | 2017 | 2018 | 2023 |